# Lydia Roberts
Lydia Jane Roberts (Hope Township, 30 giugno 1879 – Rio Piedras, 28 maggio 1965) è stata una nutrizionista statunitense.
Pioniera della nutrizione infantile, in particolare nella creazione di standard nutrizionali governativi di minerali e vitamine come la RDA (Recommended Dietary Allowances) chiamata anche dose giornaliera consigliata. Studiò e insegnò all'Università di Chicago, conseguì il dottorato di ricerca in economia domestica nel 1928 e in seguito divenne Presidente di Dipartimento nel 1930.

## Biografia
Lydia Jane Roberts nacque il 30 giugno 1879 a Hope Township, nella contea di Barry nel Michigan, una dei quattro figli della coppia di Mary (McKibbin) e Warren.. Suo padre era un falegname e decise di trasferirsi con la famiglia a Martin, sempre in Michigan, non molto tempo dopo la nascita di Lydia.
Frequentò le scuole elementari e superiori a Martin, nel Michigan. Nel 1889 frequentò un corso annuale alla Mt. Pleasant Normal School, che in seguito decise di premiarla con un'abilitazione all'insegnamento in qualsiasi scuola elementare del Michigan. Entrò con una posizione avanzata presso l'Università di Chicago nel 1915, dove si specializzò in economia domestica sotto la direzione della nota biochimica Katharine Blunt.

## Carriera
Dopo aver conseguito la laurea in economia domestica nel 1917, Roberts lavorò come ricercatrice presso l'Università di Chicago. Al termine del suo dottorato di ricerca, fu promossa a Professore Associato. Roberts ricevette poi la cattedra di professore ordinario e nel 1930 fu nominata presidente del Dipartimento di economia domestica. Durante la sua presidenza fece parte del Comitato per la creazione delle dosi giornaliere raccomandate, ossia l'assunzione giornaliera consigliata di sostanze nutritive. A causa del pensionamento obbligatorio, lasciò l'Università di Chicago nel 1944 e nel 1946 assunse il ruolo di professore e di presidente dell'Università di Porto Rico, posizione che mantenne sino al 1952, data del suo ritiro. Dopo il pensionamento continuò a occuparsi di iniziative aventi come obiettivo il miglioramento della nutrizione per le famiglie di Porto Rico.
Roberts fu pioniera della prime RDA, o dosi giornaliere raccomandate, perché in possesso della conoscenza ed esperienza per creare un insieme di RDA valide scientificamente. Viene ricordata come una dirigente con un approccio democratico. Fu membro del Comitato per l'alimentazione e la nutrizione del Consiglio Nazionale di Ricerca e prese parte a tre comitati della Conferenza della Casa Bianca sulla salute e la protezione dei bambini. Inoltre fu membro del Council on Foods and Nutrition dell'American Medical Association. Durante la sua carriera, il suo lavoro principale era incentrato principalmente al miglioramento dell'alimentazione dei bambini e delle famiglie bisognose.
Il suo lavoro nella nutrizione fu riconosciuto in più occasioni: nel 1938 fu insignita del premio Borden da parte della Home Economics Association, nel 1952 fu premiata con il Marjorie Hulsizer Copher Award dall'American Dietetic Association, e nel 1957 per il suo lavoro con i servizi di nutrizione per i bambini ricevette il Premio Marshall Field.
Il 28 maggio 1965 morì a Río Piedras a causa della rottura di un aneurisma addominale. È sepolta nel cimitero di East Martin a Martin, nel Michigan.

## Pubblicazioni
Scrisse molti libri sulla nutrizione tra cui il Nutrition Work with Children, che fu la sua tesi di dottorato, che poi pubblicò nel 1928 come libro di testo, incentrata sui bisogni nutrizionali dei bambini. Altri libri da ricordare sono il The Road to Good Nutrition (1942), Patterns of Living in Puerto Rican Families (1949), e The Dona Elena Project: Better Living Program in an Isolated Rural Community (1963).

## Riconoscimenti
- Premio Borden (1938)
- Premio Marjorie Hulsizer Copher (1952)
- Premio Marshall Field (1957)